# Irpex vellereus
Irpex vellereus är en svampart som beskrevs av Berk. & Broome 1875. Irpex vellereus ingår i släktet Irpex och familjen Meruliaceae.   Inga underarter finns listade i Catalogue of Life.